# Autotreno TN ATR 115
L'autotreno ATR 115 di Trenord è un autotreno per il servizio regionale costruito dalla Stadler Rail e appartenente alla famiglia GTW 2/6.
Si tratta di una serie di autotreni a due casse, costruiti per l'esercizio sulla linea Brescia-Iseo-Edolo.

## Storia

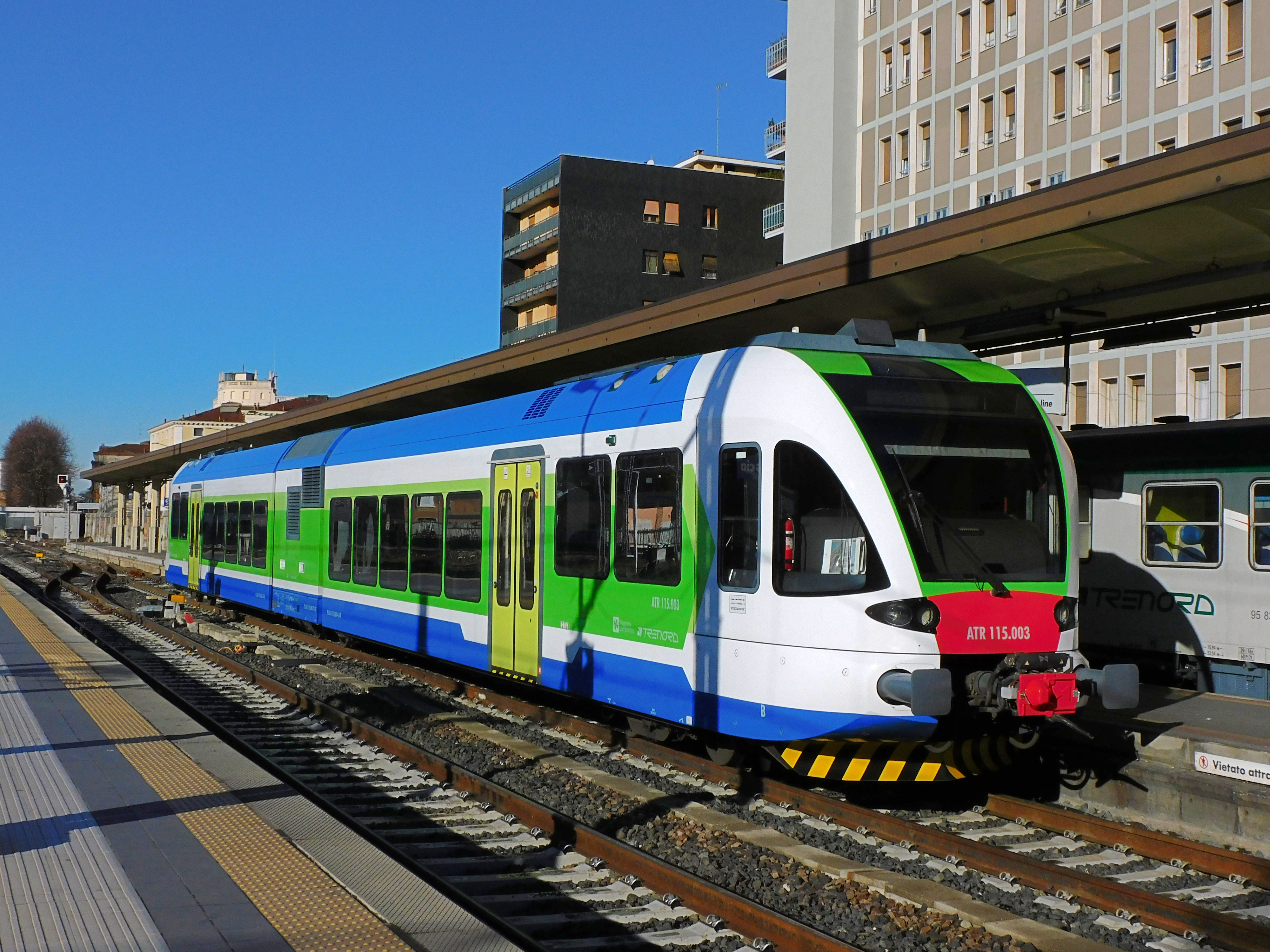
L'ATR 115.003 in sosta a Brescia nella livrea regionale FNM.

All'inizio del 2008 la società ferroviaria LeNord bandì una gara per otto complessi automotori destinati alla ferrovia Brescia-Iseo-Edolo. Vennero scelti gli autotreni tipo GTW 2/6, prodotti dalla Stadler di Bussnang, ordinati nell'anno successivo.
Le consegne degli autotreni iniziarono nei primi mesi del 2011. Nel maggio dello stesso anno LeNord si fuse con la divisione regionale lombarda di Trenitalia, costituendo la nuova società Trenord che rilevò la flotta di entrambi i rami d'azienda.
Inizialmente marcati ATR 110, gli autotreni furono riclassificati come ATR 115 all'ingresso in servizio.
Nel 30 gennaio 2012, le unità 005 e 006 furono trasferite al deposito di Lecco per essere utilizzate sulle linee Monza-Molteno e Como-Lecco, a rinforzo degli ATR 125 ivi impiegati.
A partire dal maggio 2016, la livrea LeNord fu progressivamente abbandonata a favore di quella aziendale Trenord con i colori bianco, grigio scuro e verde scuro.
Nel gennaio 2023, l'unità 001 fu dotata di una nuova livrea, differente da quella introdotta nel 2016, con colorazione bianco-azzurra e finestratura in verde chiaro. Nel gennaio 2024, le unità assegnate al deposito di Lecco risultano essere la 002 e la 005, mentre gli altri convogli sono assegnati al deposito di Iseo.